# Frederick Banting
Frederick Grant Banting (Alliston, 14 november 1891 – nabij Musgrave Harbour, 21 februari 1941) was een Canadese arts en winnaar van de Nobelprijs voor Fysiologie of Geneeskunde.

## Biografie
Banting werd geboren op een boerderij nabij de Canadese plaats Alliston, 40 mijl ten noorden van Toronto. Hij was de jongste zoon van de boer William Thompson Banting (1849-1928) en Margaret Grant Banting (1854-1940). Hij had drie oudere broers en een oudere zus. Hij studeerde medicijnen aan de Universiteit van Toronto. Tijdens de Eerste Wereldoorlog was hij legerarts in het Canadese leger en diende hij in Frankrijk. In 1918 raakte hij ernstig gewond aan zijn rechteronderarm in de Slag bij Cambrai. Ondanks zijn verwonding zette hij zijn werk als arts voort, waarvoor hij in 1919 het Militaire Kruis kreeg.
Nadat de oorlog was geëindigd, keerde hij terug naar Canada waarna hij in London een eigen praktijk begon. Omdat de praktijk niet liep besloot Banting een studie orthopedische geneeskunde te volgen en was hij van 1919 tot 1920 werkzaam als arts in een kinderziekenhuis in Toronto. Vervolgens was hij van 1920 tot 1921 deeltijddocent aan de Universiteit van Western Ontario en tot 1922 lecturer farmacologie aan de Universiteit van Toronto. In 1922 behaalde bij zijn M.D.-graad samen met een gouden medaille.
Vanaf 1920 deed hij onderzoek. Zo ontdekte hij, samen met Charles Best, hoe insuline uit de alvleesklier van honden en later ook geslachte kalveren geïsoleerd kon worden. Dankzij de insuline werd het mogelijk om mensen met diabetes te behandelen. In 1923 kreeg hij hiervoor de Nobelprijs voor geneeskunde. Tegen zijn zin moest hij de prijs delen met het hoofd van het laboratorium, professor J.J.R. Macleod, waar hij werkte. Omdat hij het hiermee niet eens was en meende dat Best meer verdienste had in dit onderzoek, besloot hij zijn geldprijs te delen met Charles Best.
Hierna richtte de universiteit van Toronto het Banting-instituut op, waar hij als hoogleraar aangesteld werd. Vanwege zijn verdiensten in de medische wetenschap werd hij in 1934 in de adelstand verheven.
In 1924 huwde hij Marion Robertson (1896-1944), samen kregen ze een zoon, William Banting (1928-1998). Het was geen gelukkig huwelijk en in 1932 eindigde het in een scheiding. Banting hertrouwde in 1939 met Henrietta Elizabeth Ball (1912-1976), een arts die werkzaam was op zijn faculteit van de universiteit. 
In datzelfde jaar trad hij vrijwillig in dienst, toen Canada betrokken raakte bij de Tweede Wereldoorlog. Als majoor was hij liaisonofficier tussen de autoriteiten van Canada en Engeland. Hij overleed op 21 februari 1941, toen het vliegtuig waarin hij reisde, kort na vertrek op Gander International Airport, neerstortte in de nabijheid van het Newfoundlandse kustdorp Musgrave Harbour. In die gemeente is een herdenkingspark ter ere van Banting opgericht.

## Insuline
Voor Banting aan zijn experimenten begon was al bekend dat verwijdering van de alvleesklier tot diabetes type 1 leidt. Toediening van alvleesklierpreparaten aan proefdieren met diabetes leidde soms tot een verlaging van de bloedsuiker, maar meestal alleen tot veel ongewenste reacties. Het lukte niet om de veronderstelde, bloedsuikerverlagende stof die in de alvleesklier gevormd zou worden te isoleren. Veel eerdere onderzoeken werden door de Eerste Wereldoorlog afgebroken. Toen Banting in 1920, ter voorbereiding op een lezing voor zijn studenten, een artikel las over een experiment waarbij de afvoergang van de alvleesklier afgebonden werd, ontstond bij hem het idee hoe de bloedsuikerverlagende stof uit de alvleesklier gehaald zou kunnen worden. De alvleesklier scheidt eiwit-afbrekende enzymen af, die door de afvoergang de darm bereiken en daar voor de voedselvertering noodzakelijk zijn. In de alvleesklier liggen ook groepjes cellen, de eilandjes van Langerhans, waarvan men al voor Banting wist dat deze de bloedsuikerverlagende stof zouden vormen en afscheiden naar het bloed. Het experiment waarover Banting las, toonde aan dat de cellen van de alvleesklier die de eiwit-afbrekende enzymen maken, afsterven na afbinding van de afvoergang, terwijl de eilandjes van Langerhans intact blijven. Banting bedacht dat de enzymen in de eerder gemaakte alvleesklierpreparaten de bloedsuikerverlagende stof, die zelf ook een eiwit zou kunnen zijn, zouden kunnen afbreken. Zijn idee was om bij levende honden de alvleesklier af te binden en als deze dan geen eiwit-afbrekende enzymen zou produceren, deze te verwijderen en te gebruiken als basis voor een preparaat. Omdat de bloedsuikerverlagende stof naar het bloed werd afgescheiden, zou deze - na afbinden van de verbinding naar de darm - nog gewoon geproduceerd worden. Op suggestie van Frederick Miller besprak Banting het idee met John Macleod, hoofd van het laboratorium aan de Universiteit van Toronto. Deze was in eerste instantie niet overtuigd van Bantings idee omdat eerder al zo veel andere onderzoekers gefaald hadden in het maken van een werkzaam, bloedsuikerverlagend alvleesklierpreparaat. Pas na maanden van overreding kreeg hij van Macleod de beschikking over diens laboratorium, tien honden en een assistent – de 22-jarige Charles Best.
Banting en Best bonden van enkele honden de afvoergang van de alvleesklier af, zodat de cellen in de alvleesklier die de eiwitsplitsende enzymen produceerden afstierven en alleen de eilandjes van Langerhans overbleven. Vanuit deze alvleesklieren met alleen eilandjes isoleerden ze vervolgens de stof insuline. Na toediening aan honden waarvan de alvleesklier was verwijderd bleek dat bij deze honden de bloedsuiker daalde.
Niet overtuigd van de resultaten werd op aandringen van Macleod het onderzoek nogmaals uitgevoerd. Voor een verdere zuivering van insuline werd biochemicus James Collip toegevoegd aan het onderzoeksteam. Ook deze keer werkte de methode. Later slaagde de groep er ook in de werkzame stof uit de alvleesklieren van kalveren te bereiden, zonder eerst bij de levende dieren de afvoergang te hoeven afbinden.
Overtuigd van hun resultaat besloot Banting in januari 1922 de eerste patiënt, de veertienjarige Leonard Thompson, te behandelen. Zijn bloedsuikerspiegel daalde na de insuline-injecties, maar de behandeling werd gestopt toen hij last kreeg van een allergische reactie als gevolg van onzuiverheden in de geëxtraheerde insuline. Twaalf dagen later had Collip de zuivering verbeterd en werd de behandeling opnieuw begonnen, ditmaal zonder bijwerkingen. Het resultaat van hun onderzoek werd gepubliceerd in Journal of the Canadian Medical Association.
1901: Behring · 
1902: Ross · 
1903: Finsen · 
1904: Pavlov · 
1905: Koch · 
1906: Golgi, Ramón y Cajal · 
1907: Laveran · 
1908: Mechnikov, Ehrlich · 
1909: Kocher · 
1910: Kossel · 
1911: Gullstrand · 
1912: Carrel · 
1913: Richet ·
1914: Bárány · 
1919: Bordet · 
1920: Krogh · 
1922: Hill, Meyerhof · 
1923: Banting, Macleod · 
1924: Einthoven ·
1926: Fibiger · 
1927: Wagner-Jauregg · 
1928: Nicolle · 
1929: Eijkman, Hopkins · 
1930: Landsteiner · 
1931: Warburg · 
1932: Sherrington, Adrian · 
1933: Morgan · 
1934: Whipple, Minot, Murphy · 
1935: Spemann · 
1936: Dale, Loewi · 
1937: Szent-Györgyi · 
1938: Heymans · 
1939: Domagk · 
1943: Dam, Doisy · 
1944: Erlanger, Gasser · 
1945: Fleming, Chain, Florey · 
1946: Muller · 
1947: C. Cori, G. Cori, Houssay · 
1948: Müller · 
1949: Hess, Moniz · 
1950: Kendall, Reichstein, Hench · 
1951: Theiler · 
1952: Waksman · 
1953: Krebs,Lipmann ·
1954: Enders, Weller, Robbins · 
1955: Theorell · 
1956: Cournand, Forssmann, Richards · 
1957: Bovet · 
1958: Beadle, Tatum, Lederberg · 
1959: Ochoa, Kornberg · 
1960: Burnet, Medawar · 
1961: Békésy · 
1962: Crick, Watson, Wilkins · 
1963: Eccles, Hodgkin, Huxley · 
1964: Bloch, Lynen · 
1965: Jacob, Lwoff, Monod · 
1966: Rous, Huggins · 
1967: Granit, Hartline, Wald · 
1968: Holley, Khorana, Nirenberg · 
1969: Delbrück, Hershey, Luria · 
1970: Katz, Euler, Axelrod · 
1971: Sutherland · 
1972: Edelman, Porter · 
1973: Frisch, Lorenz, Tinbergen · 
1974: Claude, De Duve, Palade · 
1975: Baltimore, Dulbecco, Temin ·
1976: Blumberg, Gajdusek · 
1977: Guillemin, Schally, Yalow · 
1978: Arber, Nathans, Smith · 
1979: Cormack, Hounsfield · 
1980: Benacerraf, Dausset, Snell · 
1981: Sperry, Hubel, Wiesel · 
1982: Bergström, Samuelsson, Vane · 
1983: McClintock · 
1984: Jerne, Köhler, Milstein · 
1985: Brown, Goldstein · 
1986: Cohen, Levi-Montalcini · 
1987: Tonegawa · 
1988: Black, Elion, Hitchings · 
1989: Bishop, Varmus · 
1990: Murray, Thomas · 
1991: Neher, Sakmann · 
1992: Fischer, Krebs · 
1993: Roberts, Sharp · 
1994: Gilman, Rodbell · 
1995: Lewis, Nüsslein-Volhard, Wieschaus · 
1996: Doherty, Zinkernagel · 
1997: Prusiner · 
1998: Furchgott, Ignarro, Murad · 
1999: Blobel · 
2000: Carlsson, Greengard, Kandel ·
2001: Hartwell, Hunt, Nurse · 
2002: Brenner, Horvitz, Sulston · 
2003: Lauterbur, Mansfield · 
2004: Axel, Buck · 
2005: Marshall, Warren ·
2006: Fire, Mello ·
2007: Capecchi, Smithies, Evans ·
2008: Zur Hausen, Barré–Sinoussi, Montagnier ·
2009: Blackburn, Greider, Szostak ·
2010: Edwards ·
2011: Beutler, Hoffmann, Steinman ·
2012: Gurdon, Yamanaka ·
2013: Rothman, Schekman, Südhof ·
2014: O'Keefe, Moser, Moser ·
2015: Campbell, Omura, Tu ·
2016: Osumi ·
2017: Hall, Rosbash, Young ·
2018: Allison, Honjo ·
2019: Kaelin, Ratcliffe, Semenza ·
2020: Alter, Houghton, Rice ·
2021: Julius, Patapoutian ·
2022: Pääbo ·
2023: Karikó, Weissman ·
2024: Ambros, Ruvkun